# Eupolycope pnyx
Eupolycope pnyx is een mosselkreeftjessoort uit de familie van de Polycopidae. De wetenschappelijke naam van de soort is voor het eerst geldig gepubliceerd in 1995 door Kornicker & Iliffe.